# TCM Cinéma
TCM Cinéma initialement TCM France puis TNT, est la déclinaison française de la chaîne américaine Turner Classic Movies créée en 1999.

## Historique de la chaîne
Les chaînes TNT et Cartoon Network sont lancées sur le satellite Astra le 17 septembre 1993. Dès son lancement, TNT et Cartoon Network diffusent en clair (sans nécessité de s'abonner) sur tout le territoire européen et notamment en langue française. Cette situation contrarie les câblo-opérateurs français ainsi que l'unique chaîne payante, Canal+, qui voient dans la stratégie de Ted Turner une concurrence déloyale. Cette stratégie est également critiquée par les médias français et fait réagir l'industrie du cinéma qui invoque l'exception culturelle française lors des renégociations du GATT.

Le Conseil supérieur de l'audiovisuel (CSA) tente alors, en 1993, d'interdire la diffusion des chaînes TNT et Cartoon Network par satellite sur le territoire français, mais se heurte au droit européen qui en autorise la diffusion en clair par satellite sur toute l'Europe, depuis Londres. 

Face au succès du satellite gratuit et la croissance de ce marché, les câblo-opérateurs français demandent finalement au CSA de revoir sa décision et de les autoriser à diffuser TNT et Cartoon Network sur leurs réseaux. Un accord est donc passé avec les dirigeants de la chaîne qui 
décident de repousser l'horaire de diffusion des films à 22h00 contre 
20h00 auparavant; quelques films français sont également intégrés à la programmation, tels La Tête contre les murs ou Sois belle et tais-toi.

En 1995, Hervé Bourges, président du CSA, propose à ses homologues européens la création d'un organisme commun, afin, d'une part, d'accompagner le développement des réseaux multimédia (Internet) et, d'autre part, de réglementer la diffusion des chaînes qui émettent depuis l'étranger. Cette proposition débouchera sur la directive Services de médias audiovisuels (SMA), puis, en 2014, sur la création, par la Commission européenne, d'un groupe de régulateurs audiovisuels des différents états membres.
Le 15 octobre 1999 est créé TCM France.
En 2005, TCM intègre le groupe de médias Time Warner. Avec l'arrivée du numérique, la double chaîne se décline en TCM et Cartoon Network France.
TCM HD est lancée le 5 avril 2012 en exclusivité sur Canalsat. Elle est disponible six jours plus tard sur Numéricâble.
Le 11 mars 2013, Time Warner annonce que la chaîne s'appellera TCM Cinéma à partir du 6 mai 2013.
Le 2 septembre 2019, à l'occasion des 20 ans de TCM Cinéma, la chaîne change de logo et d'habillage.
Le 10 janvier 2023, faute d'accord entre le groupe Canal et Warner Bros. Discovery France, TCM Cinema ainsi que 6 autres chaines de Warner Bros. Discovery France (Warner TV, Boing, Cartoon Network, Toonami et CNN) ne sont plus disponible dans les offres CANAL+ .
Le 13 mars 2023, le groupe Canal et Warner Bros. Discovery France continuent les négociations, si les deux groupes parviennent à négocier, les chaînes Warner seront de nouveau disponibles sur les offres CANAL +[réf. souhaitée].

### Identité graphique

Logo du 15 octobre 1999 à 2007.
Logo de 2007 au 6 mai 2013.
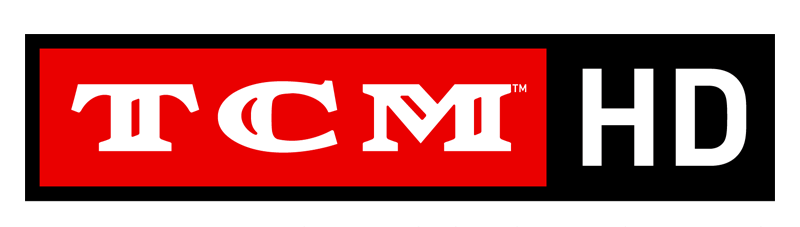
Logo de la version HD du 5 avril 2012 au 5 mai 2013.
Logo du 6 mai 2013 au 2 septembre 2019.
Logo de la version HD utilisé du 6 mai 2013 au 2 septembre 2019.
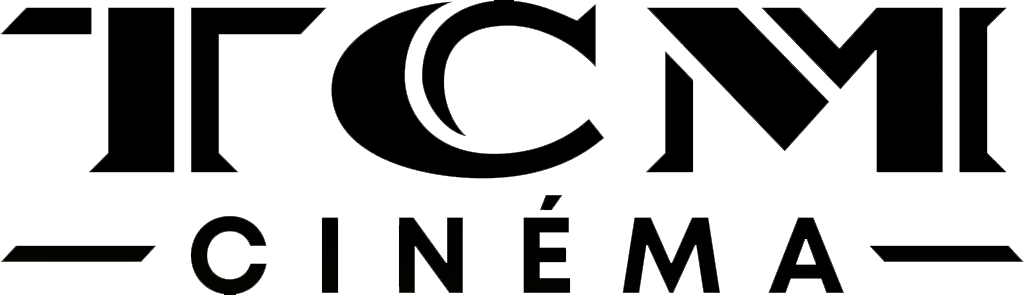
Logo depuis le 2 septembre 2019.

## Programmes
À sa création dans les années 90, TNT diffusait essentiellement des productions américaines issues du catalogue MGM ; à présent, la programmation se compose principalement de films issus des studios RKO et Columbia ; de grands classiques anglais ont également fait leur apparition.
Le catalogue de TCM s'étend sur de nombreuses décennies du cinéma et inclut des milliers de longs-métrages. Bien que la majorité des films présentés sur TCM date des années 1930 à 1960, TCM présente également certaines productions contemporaines des années 1970 à 2010, ainsi que des films muets du début du XXe siècle.
Chaque mois, sauf l'été, « l'intégrale » est l'occasion de se pencher sur la filmographie d'un acteur précis (Cary Grant, Rita Hayworth, Kim Novak, Lucille Ball par exemple), tandis que des « cycles » saluent le travail d'un cinéaste (David Lean, John Boorman, Charles Chaplin, etc.).
TCM, devenue entre-temps TCM Cinéma, propose la plupart de ses films en haute définition depuis le 5 avril 2012

## Audience
Sur l'ADSL, câble et satellite, TCM dispose d'une audience moyenne de 0,1 %[Quand ?].

## Diffusion
TCM Cinéma diffuse en France des films en version multilingue, c'est-à-dire en version française ou version originale sous-titrée, via différents opérateurs ADSL/Fibre comme SFR sur le canal 37 ou 162  et Free sur le canal 123 ou encore Bouygues sur le canal 83. TCM Cinéma est l'une des rares chaînes payantes de cinéma à maintenir leur logo incrusté dans l'image lors de la diffusion des longs-métrages.
TCM Cinéma est aussi diffusé dans les autres pays francophones.

### TCM Cinéma HD
TCM HD est lancée le 5 avril 2012 en exclusivité sur Canalsat. Elle est disponible deux mois plus tard sur Numéricâble, le 11 juin 2012. Elle est ensuite rendue disponible pour l'ensemble des opérateurs diffusant la chaîne.